# Volksbank (Hügelstraße 8)
Das Gebäude der Volksbank in der Hügelstraße 8 ist ein Bauwerk in Darmstadt.

## Geschichte und Beschreibung
Das repräsentative Gebäude der Volksbank wurde in zwei Bauabschnitten errichtet.
Das alte Bankgebäude wurde in den Jahren 1890 bis 1892 nach Plänen des Architekten Carl Christian Rückert erbaut.
Stilistisch gehört das Gebäude zum Historismus.
Typische Details des alten Gebäudetrakts sind:
- die Fassade wird durch historisierende Stilelemente gegliedert
- die Fenster besitzen Verdachungen, Gesimse oder rustizierende Bauplastik im Erdgeschoss
- der seitliche Eingang wird durch einen darüberliegenden auskragenden Balkon mit Balustrade betont

Das neue Gebäude wurde in den Jahren 1904 bis 1907 nach Plänen des Architekten Carl Lennartz erbaut.
Stilistisch gehört das Gebäude zum Neobarock.
Typische Details des neuen Gebäudetrakts sind:
- ein Eingangsportal mit barockisierendem, gesprengtem Giebel
- über dem Eingangsportal befindet sich eine niedrige, schmiedeeiserne Balkonbrüstung
- im Giebelfeld des Portals befindet sich eine stark plastische, dekorative Kartusche
- neobarocke Stilelemente befinden sich in dem Dekor der Fensterbrüstungen, den Kapitellen der Pilaster und bei den schmiedeeisernen Fenstergittern im Erdgeschoss
- eine Übersteigerung des Fassadenreliefs durch Vergoldung vorspringender Dekorationselemente

## Denkmalschutz
Das Bankgebäude ist ein typisches Beispiel für den historisierenden und neobarocken Baustil in Darmstadt.
Aus architektonischen und stadtgeschichtlichen Gründen ist das Gebäude ein Kulturdenkmal.